# Khiên đào đường hầm

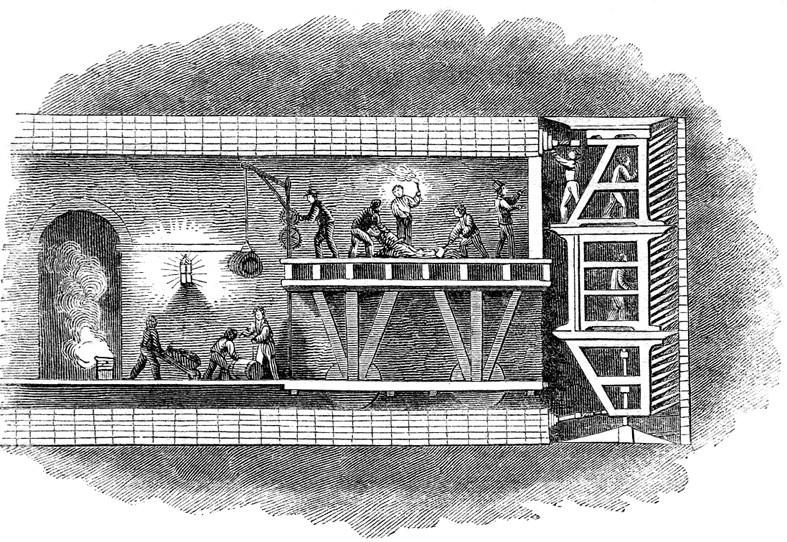
Hình vẽ cấu tạo Khiên đào đường hầm sử dụng trong thi công đường hầm sông Thames tại London năm 1825-1843.

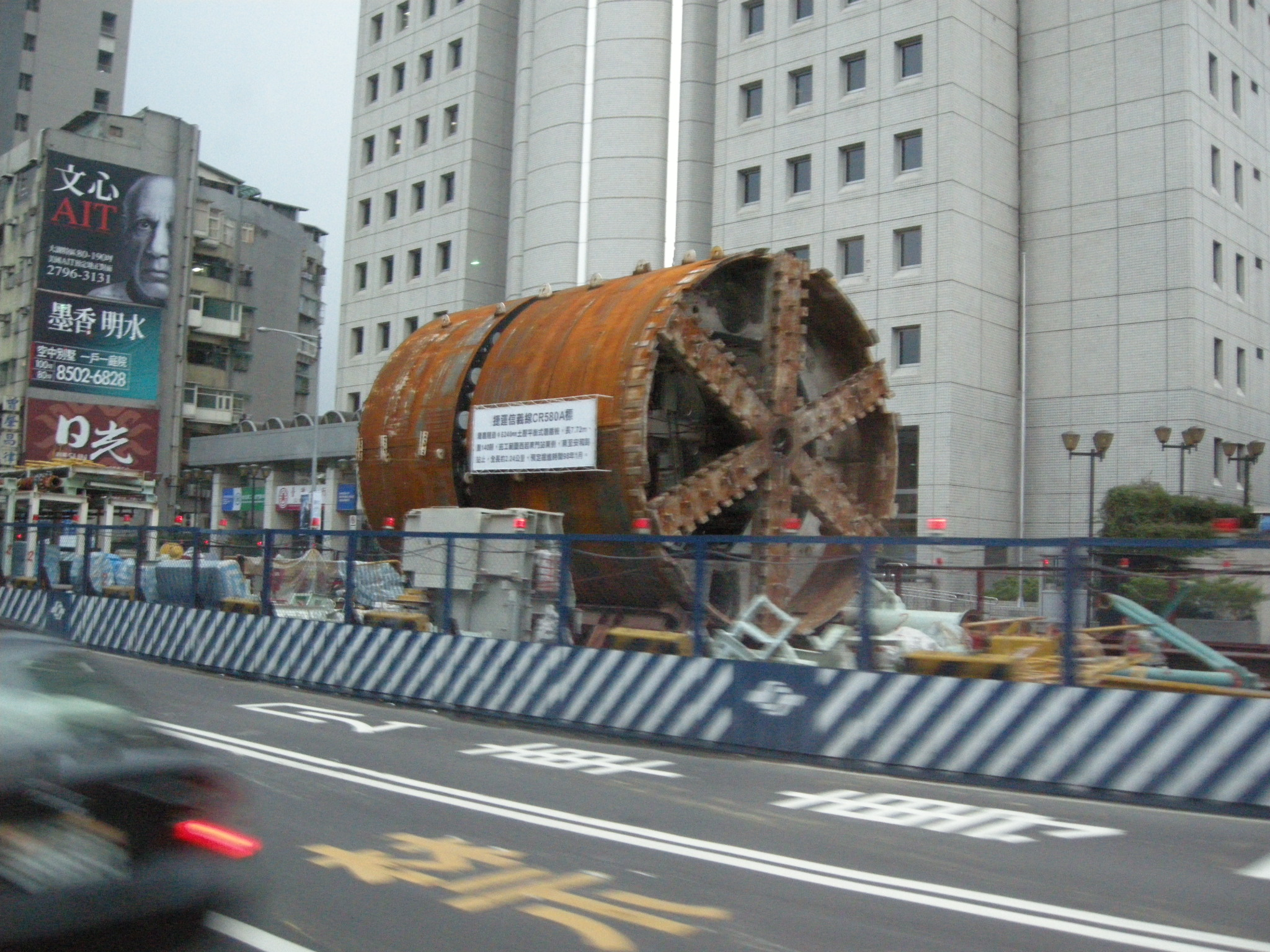
Hình ảnh khiên đào đường hầm từng được sử dụng để thi công tuyến đường Xinyi trong hệ thống tàu điện ngầm ở Đài Bắc Đài Loan.

Khiên đào đường hầm hay máy đào đường hầm dạng khiên (tiếng Anh: Tunnelling shield), là một kết cấu bảo vệ, được sử dụng trong đào đường hầm xuyên qua bùn đất mềm hoặc bùn lỏng, nhằm duy trì ổn định vách đất đường hầm trong thời gian cần thiết để thi công (đúc) kết cấu vách bê tông cốt thép đỡ tuyến đường hầm. Ban đầu nó có chức năng đơn giản như một tấm lá chắn giữ thành đất trong đào đất đường hầm bằng thủ công, về sau cùng với việc cơ giới hóa trong thi công đào đường hầm, nó được cải tiến gắn thêm chức năng đào đất đường hầm và trở thành một dạng máy đào chuyên dụng. Trong thực tế, khiên đào đường hầm phục vụ như là một cấu trúc hỗ trợ tạm thời cho đường hầm trong khi nó đang được đào.

## Cấu tạo chung và nguyên lý hoạt động

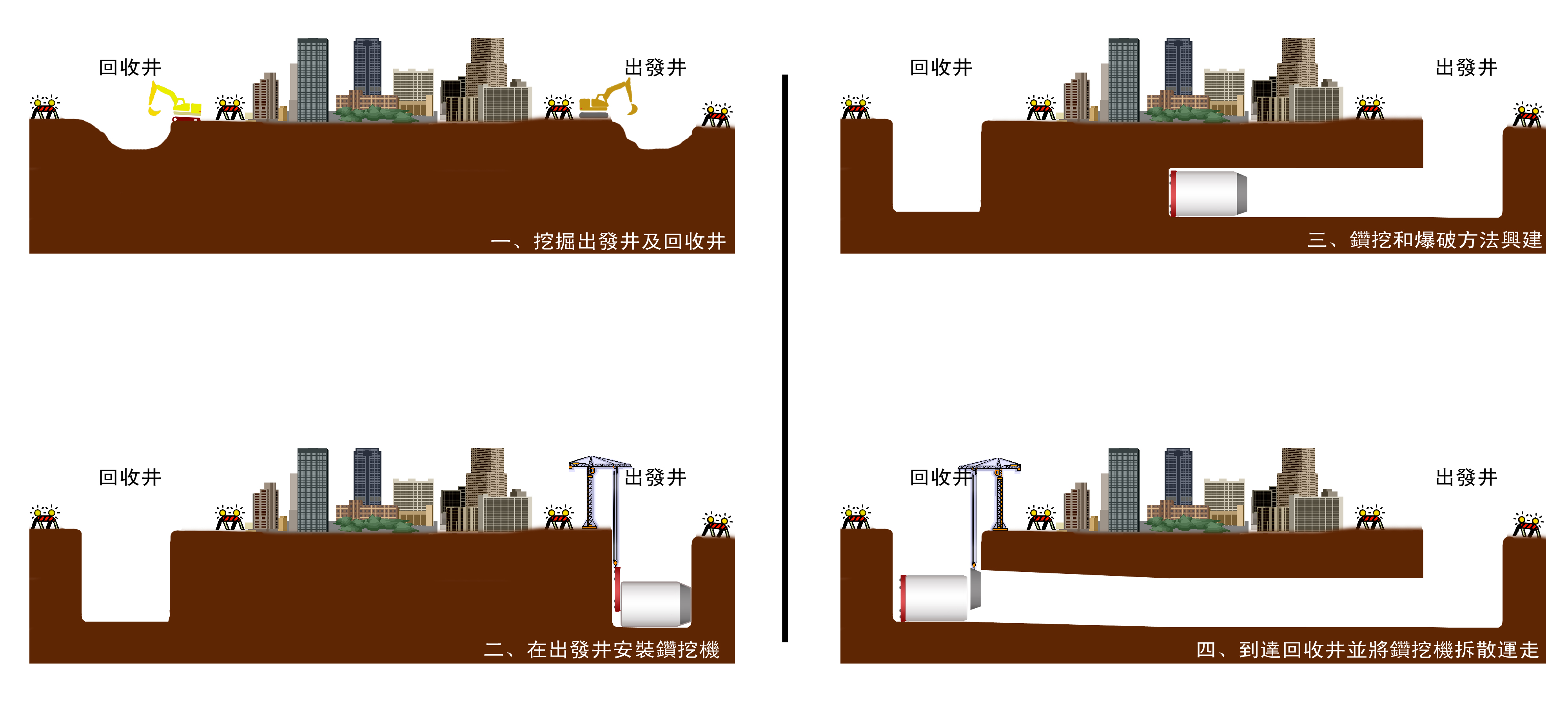
Thi công đường hầm bằng máy đào dạng khiên.

Mặt phía trước của khiên bị đẩy vào trong lòng đất. Đất ở phía mặt khiên này được đào bởi nhân lực kết hợp với máy móc thiết bị có chức năng đào như máy đào gầu nghịch, máy đào gầu thuận; hoặc được đào bằng hệ lưỡi cắt được gắn trên mặt trước của khiên đào.

## Phân loại khiên đào đường hầm
Khiên đào cân bằng áp lực được sử dụng đào tuyến đường hầm metro Nhổn-ga Hà Nội năm 2024.

### Khiên đào cân bằng áp lực bằng đất được đào
Khiên đào cân bằng áp bằng đất được đào, còn gọi là máy đào dạng khiên tạo áp bằng đất, là loại máy đào dạng khiên dùng ngay lượng đất vừa được đào ở phía trước mặt khiên đào hầm, đưa về chứa đầy trong buồng chứa nằm ngay sau đĩa cắt (mặt khiên đào) của khiên đào. Lượng đất này tạo ra áp lực cân bằng với áp lực đất chưa được đào nằm phía trước mặt khiên đào. Đất đào chứa đầy trong buồng tạo áp, được đùn dần ra bằng vít tải, đổ vào băng tải để chuyển ra ngoài đường hầm.

### Khiên đào cân bằng áp lực bằng đất trộn bùn
Khiên đào cân bằng áp lực bằng đất trộn bùn, còn gọi là máy đào hầm dạng khiên tạo áp đất bùn. Cùng với việc cắt đất phía trước mặt khiên đào, máy còn kết hợp với việc phun dung dịch bùn (là loại dung dịch giữ thành hố đào, được bơm từ ngoài vào đĩa cắt phía mặt trước khiên đào), làm đất phía trước khiên đào chảy rã ra trộn với dung dịch bùn lỏng thành bùn nhão. Đất được đào lẫn bùn nhão, được đưa ngay về chứa đầy buồng chứa nằm ngay sau đĩa cắt, tạo ra áp lực cân bằng đối kháng lại với áp lực gây ra bởi đất chưa được đào nằm ở phía trước mặt khiên đào hầm. Hỗn hợp đất đào và bùn xệt được đưa dần ra khỏi hầm bằng vít tải và băng tải giống như loại khiên đào cân bằng áp lực bằng đất được đào.

### Khiên đào cân bằng áp lực bằng dung dịch bùn
Khiên đào cân bằng áp lực bằng dung dịch bùn, còn gọi là máy đào dạng khiên tạo áp lực nước bùn, là loại máy đào hầm dùng phương pháp bơm dung dịch bùn sét giữ thành từ ngoài vào buồng tạo áp nằm ngay phía sau đĩa cắt của khiên đào để cân bằng đối kháng lại với áp lực của đất chưa được đào nằm ở phía trước mặt khiên đào. Dung dịch bùn không tham gia vào việc làm rã đất trước các lưỡi cắt, mà ngoài việc tạo áp trên, chúng còn dùng để hòa loãng đất vừa được đào thành dung dịch bùn lỏng để dễ dàng bơm tuần hoàn ra ngoài theo đường ống hồi dung dịch bùn về trạm thu hồi và xử lý ở phía ngoài đường hầm. Tại trạm xử lý đất đào được tách ra khỏi dung dịch bùn sét giữ thành. Dung dịch bùn lại được dùng tuần hoàn lại, bơm vào buồng tạo áp. Dòng bùn lẫn đất đào được đưa ra ngoài theo đường ống bơm làm giảm thiểu đáng kể việc ô nhiễm bụi đất trong đường hầm.